# جوني جوردن
جوني جوردن (بالإنجليزية: Johnny Jordan)‏ (8 نوفمبر 1921 المملكة المتحدة - 9 يناير 2016 كامبريدج المملكة المتحدة) هو لاعب كرة قدم بريطاني سابق كان يلعب كمهاجم.